# Caulleriella gracilis
Caulleriella gracilis är en ringmaskart som beskrevs av Hartman 1969. Caulleriella gracilis ingår i släktet Caulleriella och familjen Cirratulidae. Inga underarter finns listade i Catalogue of Life.